# یواس‌اس سوانی (سی‌وی‌یی-۲۷)
یواس‌اس سوانی (سی‌وی‌یی-۲۷) (به انگلیسی: USS Suwannee (CVE-27)) یک کشتی بود که طول آن ۵۵۳ فوت (۱۶۹ متر) بود. این کشتی در سال ۱۹۳۹ ساخته شد.